# Aleksey Petrovich Maresyev
Aleksey Petrovich Maresyev (tiếng Nga: Алексе́й Петро́вич Маре́сьев; 20 tháng 5 năm 1916 – 19 tháng 5 năm 2001) là một phi công Nga và là Anh hùng Liên bang Xô viết nổi tiếng trong Chiến tranh giữ nước vĩ đại.
Trước khi gia nhập Hồng quân Liên Xô năm 1937, ông là thợ tiện và đã từng tham gia vào việc xây dựng thành phố Komsomolsk-na-Amure. Năm 1940, Maresiev tốt nghiệp Trường Không quân Bataysk và bắt đầu trở thành phi công chiến đấu từ tháng 8 năm 1941 ngay sau khi Chiến tranh giữ nước vĩ đại bùng nổ. Ông đã bắn hạ được 4 máy bay của Đức Quốc xã trước khi chiếc máy bay chiến đấu do ông điều khiển bị rơi tháng 3 năm 1942 gần thành phố Staraya Russa khi đó do quân Đức chiếm giữ.
Mặc dù bị thương rất nặng, Alexei vẫn cố gắng tự quay lại khu vực do người Xô viết kiểm soát. Sau cuộc hành trình dài 18 ngày, những vết thương của Maresiev đã trầm trọng đến mức ông phải cắt bỏ cả hai chân từ đầu gối trở xuống. Tuy nhiên, Maresiev không từ bỏ mong muốn được tiếp tục làm phi công chiến đấu của mình, chỉ sau gần một năm ông đã làm chủ hoàn toàn đôi chân giả và đến tháng 6 năm 1943, ông đã thành công trong việc quay trở lại lái máy bay chiến đấu.
Trong một cuộc không chiến tháng 8 năm 1943, Maresiev đã hạ 3 máy bay chiến đấu FW-190 của quân đội Đức Quốc xã. Tổng cộng ông đã hoàn thành 86 phi vụ chiến đấu, bắn hạ 11 máy bay Nazi. Ngày 24 tháng 8 năm 1943, ông được tặng thưởng danh hiệu Anh hùng Liên bang Xô viết, danh hiệu quân sự cao quý nhất của Liên Xô. Năm 1944, Maresiev được kết nạp vào Đảng Cộng sản Liên Xô và hai năm sau ông giải ngũ.
Năm 1956, Maresiev đạt được học vị Tiến sĩ ngành Lịch sử và bắt đầu làm việc cho Hội cựu chiến binh Liên Xô. Ông cũng từng là thành viên của Xô viết Tối cao Liên Xô.
Maresiev qua đời sau một cơn đau tim vào ngày 19 tháng 5 năm 2001, chỉ một giờ trước lễ kỉ niệm chính thức sinh nhật lần thứ 85 của ông. Ông được an táng tại nghĩa trang Novodevichy.
Nhà văn Boris Polevoy đã dựa trên câu chuyện có thật này của Maresiev để viết thành tiểu thuyết nổi tiếng Một người chân chính (hay Chuyện một người chân chính-(tiếng Nga): Повесть о настоящем человеке).